# Jacques Piveteau
Didier-Jacques Piveteau oder Frère Didier (* 1924; † 1986) war ein katholischer Sachbuchautor.

## Wirken
Piveteau war Bruder der christlichen Schulen. In den 1960er und 1970er Jahren setzte er sich für Reformen des Religionsunterrichts (enseignement du catéchisme) ein: für Gruppenarbeit, individuelle Forschungsarbeit (travail personnel de recherche), die Pédagogie différenciée und die Erneuerung der Katechetenausbildung (formation des animateurs en catéchèse). Seine schulreformerischen Ideen betrafen sowohl Lehrprogramme als auch Lehrmethoden und wollten eine ungezwungenere Beziehung zwischen Lehrenden und Lernenden bewirken. Von Ivan Illich beeinflusst wurde er zum Vordenker alternativer Lehrpläne, um der Verschulung der Gesellschaft entgegenzuwirken, indem das Schulsystem durch einen neuen Rahmen ersetzt wird. Ab 1973 arbeitete er als Bildner in Firmen und trug dazu bei, dass in Frankreich das management situationnel und das management par objectifs eingeführt wurde. Er entwickelte „Managementstile, die das Verantwortungsgefühl wecken“ (styles de management responsabilisants) und half Kader, die Beziehung zu ihren Angestellten gerechter (plus justes) und effizienter (plus efficaces) zu gestalten.

## Werke (Auswahl)
- Als Beitragender: Attention! Écoles. Fleurus, 1972.
- Votre école de promotion collective. Cepam, 1974.
- L’extase de la télévision. Insep Consulting Éditions, 1984.
- L’entretien d’appréciation du personnel. 3. Auflage. Insep Consulting Éditions, 2000.
- Mais comment peut–on être manager ? (!) Neuauflage. Insep Consulting Éditions, 2002.